# Juvecaserta Basket 2010-2011
Questa voce raccoglie le informazioni riguardanti la Juvecaserta Basket nelle competizioni ufficiali della stagione 2010-2011.

## Verdetti
- Serie A:
  - stagione regolare: 11º posto su 16 squadre (12-18).

## Stagione
La stagione 2010-2011 della Juvecaserta Basket, sponsorizzata Pepsi, è la 14ª nel massimo campionato italiano di pallacanestro, la Serie A.
All'inizio della nuova stagione la Lega Basket decise di modificare il regolamento riguardo al numero di giocatori stranieri da schierare contemporaneamente in campo. Si decise così di optare per la scelta della formula con 5 giocatori stranieri di cui massimo 3 non appartenenti a Paesi appartenenti alla FIBA Europe.

## Roster
| Giocatori |
| --------- |

|    | Naz.                                       | Ruolo | Sportivo           | Anno | Alt. | Peso |  |
| -- | ------------------------------------------ | ----- | ------------------ | ---- | ---- | ---- |  |
| 4  | Italia (bandiera)                          | G     | Domenico Marzaioli | 1991 | 185  | 80   |  |
| 7  | Polonia (bandiera)                         | P     | Łukasz Koszarek    | 1984 | 187  | 90   |  |
| 10 | Italia (bandiera)                          | A     | Martin Colussi     | 1981 | 193  | 90   |  |
| 11 | Italia (bandiera)                          | P     | Salvatore Parrillo | 1992 | 190  | 75   |  |
| 12 | Italia (bandiera)                          | G     | Alessandro Porfido | 1993 | 192  | 93   |  |
| 13 | Italia (bandiera)                          | P     | Fabio Di Bella     | 1978 | 186  | 85   |  |
| 14 | Stati Uniti (bandiera)                     | G     | Timmy Bowers       | 1982 | 188  | 86   |  |
| 15 | Italia (bandiera)                          | C     | Luca Garri         | 1982 | 206  | 110  |  |
| 16 | Italia (bandiera)                          | G     | Dario Cefarelli    | 1993 | 193  | 84   |  |
| 20 | Canada (bandiera) · Paesi Bassi (bandiera) | A     | Aaron Doornekamp   | 1985 | 198  | 96   |  |
| 23 | Nigeria (bandiera)                         | GA    | Ebi Ere            | 1981 | 195  | 100  |  |
| 25 | Canada (bandiera) · Italia (bandiera)      | AC    | Phil Martin        | 1980 | 202  | 102  |  |
| 33 | Stati Uniti (bandiera)                     | AG    | Jumaine Jones      | 1979 | 203  | 104  |  |

| Staff tecnico                    |
| -------------------------------- |
| Allenatore: Stefano Sacripanti   |
| Assistente: Massimiliano Oldoini |

| Giocatori acquisiti a stagione in corso |
| --------------------------------------- |

|    | Naz.                                         | Ruolo | Sportivo      | Anno | Alt. | Peso |  |
| -- | -------------------------------------------- | ----- | ------------- | ---- | ---- | ---- |  |
| 31 | Stati Uniti (bandiera) · Bulgaria (bandiera) | C     | Eric Williams | 1984 | 206  | 128  |  |

 Legabasket: Dettaglio statistico, su 195.56.77.208 (archiviato dall'url originale il 2 febbraio 2012).

## Mercato

### Sessione estiva
| Acquisti | Acquisti       | Acquisti     | Acquisti   | Acquisti |
| R.       | Nome           | da           | Modalità   |          |
| -------- | -------------- | ------------ | ---------- | -------- |
| A        | Martin Colussi | Pall. Pavia  | definitivo |          |
| C        | Luca Garri     | Pall. Biella | definitivo |          |

| Cessioni | Cessioni             | Cessioni        | Cessioni       | Cessioni |
| R.       | Nome                 | a               | Modalità       |          |
| -------- | -------------------- | --------------- | -------------- | -------- |
| AC       | Andrea Michelori     | Mens Sana Siena | fine contratto |          |
| C        | Antanas Kavaliauskas | Veroli Basket   | fine contratto |          |
| C        | Claude Marquis       | Cholet          | fine contratto |          |

### Dopo l'inizio della stagione
| Acquisti | Acquisti      | Acquisti   | Acquisti        | Acquisti   |
| R.       | Nome          | da         | data            | Modalità   |
| -------- | ------------- | ---------- | --------------- | ---------- |
| C        | Eric Williams | Free agent | 28 ottobre 2010 | definitivo |

| Cessioni | Cessioni | Cessioni | Cessioni | Cessioni |
| R.       | Nome     | a        | data     | Modalità |
| -------- | -------- | -------- | -------- | -------- |